# رازمیک گریگوریان (فیلم‌ساز)
رازمیک گریگوریان (ارمنی: Ռազմիկ Գրիգորյան؛ انگلیسی: Razmik Grigoryan؛ زادهٔ ۲۷ ژانویهٔ ۱۹۸۵) فیلم‌ساز، نویسنده اهل ارمنستان است.

## زندگی‌نامه
وی در ۲۷ ژانویهٔ ۱۹۸۵ ‏در زارینجا به دنیا آمد و از انستیتو دولتی سینما و تئاتر ایروان فارغ‌التحصیل گشت. 